# 布魯克菲爾德資產管理
布魯克菲爾德資產管理（英語：Brookfield Asset Management Inc.）是一家加拿大-美国資產管理公司，總部位於多倫多布魯克菲爾德廣場和纽约。
該公司創立於1899年，當時是巴西的一家電力提供商和交通設施建築商。早期名為“Brascan”，即（Brasil和Canada的合寫）。不過現在其原先在巴西的產業已經分離出去，形成了新的公司Light。在20世紀布魯克菲爾德資產管理公司迅速擴張，現在是價值約二千億美元房地產的擁有者和運營商，服務遍及全球20個國家。
2018年3月28日布魯克菲爾德資產管理持有20.63%股份的Brookfield Property Partners將以現金加股票收購它尚未擁有的通用增长物业公司（GGP）的65.83%股權，收購價值約為153億美元。
2018年8月1日布魯克菲爾德資產管理以每股25.35美元的現金，斥資67.7億美元收購美國房地產信託集團Forest City Realty Trust Inc，連同承擔債務，涉及收購的企業估值為114億美元(889.2億港元)
2018年11月14日江森自控以以132億美元的價格將旗下生產汽車電池的動力解決方案業務出售給加拿大布魯克菲爾德資產管理(Brookfield Business Partners L.P.)和魁省投資公司Caisse de depot et placement，以及一些機構合作伙伴，布魯克菲爾德與Cassie兩家公司各佔股權30％，餘額由其他機構合作伙伴分享
2019年3月13日布魯克菲爾德資產管理以現金加股票方式斥資47億美元收購橡樹資本（Oaktree Capital Management）62%股權
橡樹資本持有雙線資本DoubleLine Capital 20%股權
2019年7月1日布魯克菲爾德資產管理和新加坡政府投資公司以每股112美元現金，包括債務在內斥資84億美元（114億新元）收購美國鐵路公司杰納西及懷俄明 Genesee & Wyoming）。

## 外部連結
- Brookfield Asset Management （页面存档备份，存于）